# محافظة واوا
محافظة واوا هي محافظة تقع بإقليم بلاتو (Plateaux Region) في توغو، عاصمتها هي مدينة بادو.
يقدر عدد سكانها (2010) ما يقارب 100.974، والمجموعة العرقية المسيطرة هي "ɩkpɔssɔ" (السكان الأصليين).